# Amtsgericht Furth im Wald
Das Amtsgericht Furth im Wald war ein von 1879 bis 1973 bestehendes bayerisches Gericht der ordentlichen Gerichtsbarkeit mit Sitz in der Stadt Furth im Wald in Bayern. Die 1973 gebildete Zweigstelle Furth im Wald des Amtsgerichts Cham (heute Landgerichtsbezirk Regensburg) wurde inzwischen aufgelöst.

## Geschichte
Im Jahre 1838 wurde im Verlauf der Verwaltungsneugliederung Bayerns das Landgericht Furth im Wald errichtet. Das Bezirksamt Cham wurde 1862 als Verwaltungsbehörde aus den Landgerichten älterer Ordnung Cham und Furth im Wald gebildet. Das Landgericht blieb als Gerichtsbehörde bestehen und wurde mit der Einführung des Gerichtsverfassungsgesetzes 1879 in das Amtsgericht Furth im Wald umgebildet. Nach der Gebietsreform in Bayern wurde 1973 auch das Amtsgericht in Furth im Wald aufgelöst. Die 1973 gebildete Zweigstelle Furth im Wald des Amtsgerichts Cham wurde zum 1. Juli 2008 aufgelöst.